# تاريخ الأمريكيين المكسيكيين
«تاريخ الشعب الأمريكي المكسيكي» واسع النطاق ويمتد لأكثر من 400 سنة ومتفاوته من منطقة إلى أخرى داخل الولايات المتحدة. الأمريكان المكسيكيين كانو يتمركزون في الولايات التي كانت تتنتمي في السابق إلى المكسيك، بما في ذلك ولاية كاليفورنيا،أريزونا،نيو مكسيكو،كولورادووتكساس، وبدأو في بناء مجتمعاتهم المحلية في لوس أنجلوس وسانتا أنا وسان فرانسيسكو بولاية كاليفورنيا، ودنفر بولاية كولورادو، وهيوستن وسان أنطونيو بولاية تكساس والولايات الأخرى المنتجة للصلب عندما حصلو على فرص للعمل هناك خلال الحرب العالمية الأولى. وفي الأوانة الأخيرة أصبح المهاجرين المكسيكيين على نحو متزايد جزءا كبيرا من القوى العاملة في الصناعات مثل صناعة تعبئة اللحوم في جميع أنحاء الغرب الأوسط، وفي الزراعة في جنوب شرق الولايات المتحدة وفي البناء والمطاعم والفنادق وغيرها من قطاعات الخدمات في جميع أنحاء الدولة. الهوية الأمريكية المكسيكية قد تغيرت أيضا بشكل ملحوظ خلال هذه السنوات. في السنوات الماضية مئات من الأمريكين المكسيكيين شنو حملة من اجل حقوق التصويت، ووقفو من اجل التعليم والتوظيف وضد التمييز العرقي وعلى النهوض الاقتصادي والاجتماعي. في الوقت نفسه الكثير من الأمريكان المكسيكيين كافحو من اجل الحفاظ على هويتهم في المجتمع. في أعوام 1960 وأعوام 1970 قامت بعض الجماعات الطلابية من اصل أسباني بالتعامل مع القومية والخلافات حول الاسم الصحيح لأفراد المجتمع.

## تعريف «الأمريكية المكسيكية»
الأمريكية المكسيكية هم مجموعة فرعية من اصل أسباني (مجموعة عرقية)، الأمريكية المكسيكية قد تكون مؤخرا من المهاجرين أو من أبناء وبنات المهاجرين من سلالة أولئك الذين اتو إلى الولايات المتحدة منذ عقود، أو الذين استقرو هناك على الأرض عندما كانت إما جمهورية مستقلة أو تحت الحكم الإسباني أو المكسيكي. الأمريكيين المكسيكيين يمكن ان يكونو احادي اللغة أو ثنائي اللغة (أو في الواقع بعدة لغات)، لغاتهم الأساسية هي الإنجليزية والإسبانية.

## قبل تأسيس الولايات المتحدة
ولاية تكساس ونيو مكسيكو وأريزونا ونيفادا ويوتا وكاليفورنيا وكولورادو ووويمنج كانو جزاء من إسبانيا الجديدة، في وقت لاحق أصبحت جزءا من جمهورية المكسيك المستقلة حديثا. الإسبانيون أول من دخل المنطقة في آواخر القرن السادس عشر ميلادي وبداءو بناء المستوطنات الصغيرة التي تعرف الآن باسم نيو مكسيكو.
في ولاية كاليفورنيا الرهبان الإسبانيين شكلو سلسلة من البعثات المخصصة لتحويل الهنود إلى المسيحية، جنبا إلى جنب مع نظام الحصون ومنح الأراضي للمقربين من الملك.

## القدر الواضح وإدماج الشعب من اصل أسباني
في بدايات 1820 ميلادية المهاجرين من الولايات المتحدة وأوروبا استقرو في تكساس ثم جزاء من المكسيك. شاركت مدينة انجلو وولاية تكساس ذو الأصول الإسبانية في الحرب على المكسيك عام 1836 ميلادية وفوزهم على الجيش الغازي وإعلان استقلال تكساس. جمهورية تكساس ضمت مدينة تيجانوس كمدينة رائدة، ولكن المكسيك رفضت بوجودها القانوني، الولايات المتحدة ضمت تكساس في عام 1845 ميلادية، مما أدى إلى الحرب الأمريكية المكسيكية من 1846-1848، تلتها معاهدة غوادالوبي هيدالغو في 1848 ميلادية. جنبا إلى جنب مع شراء وغادسدن عام 1853 ميلادية، المعاهدة مددت سيطرة الولايات المتحدة على مساحة واسعة من الأراضي التي كانت تحكم من قبل المكسيك، بما فيها الولايات القائمة في هذا اليوم (تكساس، نيو مكسيكو، كولورادو، يوتا، نيفادا، أريزونا وكاليفورنيا). الغالبية العظمى من السكان ذوي الأصل الإسباني اختارو البقاء ويصبحو مواطنين أمريكيين بالكامل، وعلى العموم فإن هؤلاء السكان دعمو الحكومة الجديدة، الحكومة المكسيكية قد أصبحت في ظل الاستبداد مع أو ضد الرئيس الجنرال سانتا آنا وقامت الحكومة الأمريكية بعرض حمايتها ضد غزوات الهنود ولم تمنعها المكسيك وكان ذلك يعني وضع حد للحروب الأهلية من النوع الذي يعصف باستمرار باالمكسيك حتى عام 1920 ميلادية، ووعد بالازدهار على المدى الطويل.
على الرغم من المعاهدة وعدت ملاك الأراضي في هذه الأراضي المكتسبة حديثا بالتمتع تمتعا كاملا وحماية للممتلكات كما لو أنهم مواطنون من الولايات المتحدة، الكثير من المواطنين المكسيكيين فقدوا أراضيهم في دعاوي قضائية أمام المحاكم الإتحادية أو نتيجة لتشريع صدر بعد هذه المعاهدة. حتى تلك القوانين التي ترمي إلى حماية أصحاب الممتلكات في وقت تمدد الولايات المتحدة على الحدود، مثل قانون أراضي كاليفورنيا في عام 1851 ميلادية، كان لها تأثير في تجريد ملاك كاليفورنيا حيث دمرتهم تكلفة صيانة التقاضي على سندات ملكية الأراضي لسنوات. فقدان حقوق الملكية في نيو مكسيكو خلف عددا كبيرا من السكان الذين لا يملكون أرضا بعد استحواذ السلطات على اراضيهم. بعدما نجحت (سانتا في رينج) في تجريد الالاف من ملاك الأراضي في نيو مكسيكو، قامت جماعات مثل (لاس جووراس بالانكاس) بهدم الأسوار وحرق المزارع، وفي غرب تكساس السياسيون ناضلو ضد النزاعات المسلحة مثمثلة في (تيجانو) والتي سببت استسلام (تكساس رينجرز)، ولكن في النهاية فقدت نفوذها ومكاتبها والفرص الاقتصادية.
في المناطق الأخرى، وبخاصة ولاية كاليفورنيا السكان من أصل أسباني كانو عاجزين بسبب عدد المستوطنين من (الانجلو) الذين هرعوا إلى المنطقة في شمال [كاليفورنيا] كنتيجة لحمى البحث عن الذهب في كاليفورنيا. وبعد عقود وفي وقت لاحق من الازدهار في جنوب كاليفورنيا عمال المناجم (الأنجلو) دفعو العمال من أصل أسباني على الخروج من المخيمات، ومنعت الغير (انجلويين) من الشهادة في المحاكم وفرضت معايير الاستبعاد على غرار ما كان يسمى (جيم كرو) في حالة الأمريكين الأفارقة. بعض الأسبان ومن بينهم (خواكين موريتا) كان مثالا أسطوريا و(ثيبوريسيو فاسكيز) مثالا حقيقيا، عرفو عن طريق اللجوء إلى قطع الطرق. وفي خلال تدفق الذهب، كانت هناك هجرة من عمال المناجم المكسيكيين إلى كاليفورنيا.
في أجزاء من جنوب تكساس وجنوب ولاية أريزونا، الأمريكيين من أصل أسباني كانو قادرين على الحصول على مناصب داخل الحكومة المحلية، بينما في نيو مكسيكو كانت أغلبية السكان من الأمريكيين من أصل أسباني حتى نهاية القرن التاسع عشر ميلادية. الحكومة الفدرالية اجلت منح اقامة دولة(ولاية) في نيو مكسيكو لأن القيادة السياسية كانت للأمريكان من اصل أسباني.
على الرغم من الاندماج حافظ الأمريكيين من اصل أسباني على لغتهم وثقافتهم. وكانت أكثر نجاحا في المناطق التي احتفظو فيها على قدر من السلطة السياسية أو الاقتصادية.

## مكافحة عنف الأمريكيينالمكسيكيين(1840-1920)
إعدام المكسيكيين والأمريكيين المكسيكيين خارج نطاق القانون في الجنوب الغربي لطالما تم تجاهلها في التاريخ الأمريكي. هذا يقد يكون راجعا إلى حقيقة أن معظم السجلات التاريخية صنفت المكسيكيين، والصينيين، والأمريكان أصحاب الأرض ضحايا الإعدام خارج القانون. ويقدر انه لا يقل عن 597 من الأمريكيين المكسيكيين اعدمو بين 1848 ميلادية و 1928 ميلادية، المكسيكييون اعدموا خارج نطاق القانون بمعدل 27.4 لكل 100000 من السكان بين عامي 1880 ميلادية و 1930 ميلادي. هذه الإحصايئة تعتبر في المركز الثاني لأنه في مجتمع الأمريكيين الأفارقة عانو بمعدل 37.1 لكل 100000 من السكان في نفس الفترة. بين عامي 1848 ميلادية و 1879 ميلادية قتل المكسيكيين بمعدل لم سيبق له مثيل من 473 لكل 100000 من السكان، معظم هذه الحالات لم تكن ضمن حدود العدالة، من مجموع 597 فقط 64 إعدموا في مناطق تفتقر إلى نظام قضائي رسمي. غالبية ضحايا الإعدام خارج نطاق القانون منعو من الوصول إلى المحاكمة في حين آخرين أدينو في محاكمات جائرة.
خلال حمى البحث عن الذهب في ولاية كاليفورنيا ما يقارب من 25000 مكسيكي وصلو إلى كاليفورنيا. الكثير من هؤلاء كانو عمال مناجم ذوي الخبرة، ووجدو نجاحا كبيرا في التنقيب عن الذهب، لكن قوم (انجلو) وجدو نجاحهم بمثابة تهديد فقامو بتخويفهم بالعنف. بين عامي 1848 ميلادية و 1860 ميلادية قتل على ما لا يقل عن 163 من المكسيكيين في كاليفورنيا وحدها، وواحده من الإعدامات المشهورة والتي وقعت خارج نطاق القانون في يوم 5 يوليو 1851 ميلادية، عندما اعدمت إمراة مكسيكية تدعى (خوسيفا سيغوفيا) في مدينة داوني فيلي بولاية كاليفورنيا، كانت المتهمة قتل رجلا أبيض الذي حاول الاعتداء عليها بعدما اقتحم منزلها.
```
(
تكساس
 رينجرز) عروفو أيضا بقمعهم الوحشي للسكان الأمريكيين 
المكسيكيين
 في ولاية 
تكساس
، ويقدر المؤرخون ان المئات وربما الالاف من 
المكسيكيين
 والأمريكيين 
المكسيكيين
 قتلو على يد (
تكساس
 رينجرز).
```

مكافحو المكسيكيين استعملو العنف والتخويف ضد المكسيكيين واسفرو عن تشريدهم من أراضيهم وحرمو من الوصول للموارد الطبيعية وأصبحو محرومين من حقوقهم السياسية.

## الهجرة ونشر المجتمعاتالأمريكيةالمكسيكيةفي جميع أنحاءالولايات المتحدة
الأمريكيين من اصل أسباني كونو عددا كبيرا من القوة العاملة في عدد من الصناعات، خاصة في السكك الحديدية وصناعات التعدين في جنوب غرب الولايات المتحدة، والتي ادت إلى نمو المجتمعات في جميع أنحاء المنطقة. احتياجات العمل في صناعة السكك الحديدية في آواخر القرن التاسع عشر ميلادية جلب المهاجرين المكسيكيين من أكثر المناطق النائية في المكسيك، في حين ان الأنظمة الجديدة دمجت المناطق الحدودية للولايات المتحدة والمكسيك. خط السكة الحديدية أدى أيضا إلى التنمية الاقتصادية في تلك الأجزاء من الولايات المتحدة، توظيف المهاجرون المكسيكييون بأعداد كبيرة في الزراعة أوائل القرن العشرين لإنشاء النمط الذي استمر بعد ذلك.
هؤلاء المهاجرين المكسيكيين الذكور منهم قامو بتأسيس مستعمرات في أوائل القرن العشرين ميلادي في أماكن مثل شيكاغو، كانساس سيتي، سولت لايك سيتي بولاية يوتا حيث قادتهم العمالة في السكك الحديدية قادتهم إلى داخل الولايات المتحدة.

## الثورةالمكسيكية
الثورة المكسيكية أثرت بالأمريكان المكسيكيين بعدد من الطرق. وسببت الإضرابات في المكسيك مئات الالاف من اللاجئين على الفراف إلى الولايات المتحدة (1910-1917)، في حين أن بعض علما الديموغرافيا وضعت رقما يصل إلى المليون في نفس الفترة الزمنية. الثورة أيضا غذت العداوات بين الولايات المتحدة والحكومات المكسيكية في الوقت الذي يهدد مصالح الشركات الأمريكية العاملة في المكسيك. الثورة المكسيكية من فينوستيانو كرنزا إلى ريكاردو فلورس ماجون تمت على جانبي الحدود خلال هذه الحقبة.
قامت إدارة ويلسون بالتدخل في المكسيك في هذه السنوات بنشاط بإرسال قوات إلى فيراكروز، عندما قام جنود بانشو فيلا بقتل سبعة عشر من مهندسي التعدين في تشوواوا، ثم عبرت الحدود وقتلت عددا من الجنود والمدنين في غارة على كلومبوس بولاية نيو مكسيكو، الحكومة الفدرالية أرسلت الجنرال جون بيرشينغ لاعتقال أو هزيمة فيلا. والخطة المزعومة لتحرير تلك المناطق التي كانت تسيطر عليها المكسيك وطرد جميع سكان انجلو وشائعات ان المكسيك كانت تتلقى مساعدات من ألمانيا ألهبت مشاعر الرأي العام في الولايات المتحدة إلى أبعد من ذلك.

## هجرة المكسيكيين في القرن الحادي والعشرون
ربيع